# Promoto
Flávio Promoto (em latim: Flavius Promotus; m. 391) foi um general do século IV, ativo durante o reinado do imperador Teodósio I (r. 378–395). Aparece antes de 386, quando ocupou posição na África. Depois, foi nomeado mestre da infantaria por Teodósio e lidou com a invasão de Odoteu, enquanto em 388 foi elevado a posição de mestre da cavalaria por Teodósio em preparação a campanha contra Magno Máximo (r. 383–388). Em 389, foi designado cônsul posterior e no ano seguinte, após um sucesso militar contra grupos bárbaros próximo a Salonica, recebeu o comando de todos os assuntos militares. Por sua disputa com Rufino, logo cairia vítima.

## Biografia
Promoto aparece pela primeira vez antes de 386, quando recebeu a epístola III.76 de Quinto Aurélio Símaco; nela Símaco introduz seu cliente Paregório em seu caminho de volta a África. Os autores da PIRT sugerem que poderia ter sido conde da África nesse momento. Em 386, ele adquiriu o título de mestre da infantaria da Trácia. Quando o chefe Odoteu dos grutungos, reunido na margem do Danúbio, perguntou sobre admissão no império, presumivelmente nas mesmas condições dos tervíngios dez anos antes, Promoto instalou suas tropas na margem sul do rio e enviou-lhe alguns de seus homens para enganá-lo. Quando os grutungos estavam atravessando o rio, Promoto os confrontou com uma frota de embarcações do rio que afundaram todas as canoas inimigas. O poeta Claudiano diz que a ilha de Peuce foi coberta com corpos e o rio ficou vermelho devido o sangue. Teodósio, que estava perto, libertou os godos sobreviventes na esperança de usá-los em sua próxima campanha contra Magno Máximo (r. 383–388).
Em 388, foi promovido, junto com Arbogasto, Timásio e Ricomero, à posição de mestre da cavalaria em preparação à campanha contra Magno Máximo. Em 389, foi feito cônsul posterior com Timásio. Em 391, auxiliou Teodósio em operações contra os godos perto de Salonica quando retornava ao Oriente após a morte de Máximo; ele passou a controlar os assuntos militares por concessão imperial, mas logo Teodósio começou a favorecer o mestre dos ofícios Rufino. Promoto discutiu com Rufino e estapeou-o em consistório, o que levou Rufino a persuadir o imperador a transferir Promoto à Trácia, onde no final de 391 foi emboscado e morto por um bando de bárbaros, talvez por instigação sua.

## Legado
Zósimo louva-o por sua indiferença ao dinheiro e como um servo honesto do Estado e dos imperadores. Ele era casado com Marsa com teve dois filhos que foram criados com as crianças do imperador; para vingarem-se da morte dele ajudaram Eutrópio a frustrar o plano de Rufino de casar sua filha com o imperador Arcádio (r. 395–408). Promoto era dono de uma casa em Constantinopla; em 404 o terreno de sua propriedade foi reutilizado como local de um mosteiro gótico. Ele foi destinatário das epístolas III 74-80 de Símaco e é citado na epístola II.16 de Símaco, na 867 (de 388) de Libânio e na IX.40 de Ausônio.